# Helge Pahlman

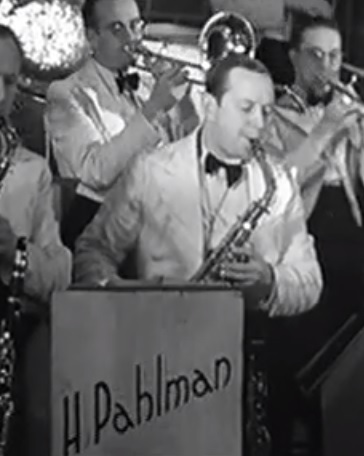
Helge Pahlman gra w orkiestrze tanecznej Dallape

Helge Pahlman (ur. 10 maja 1911 w Helsinkach, zm. 7 sierpnia 1976 tamże) – fiński muzyk orkiestrowy i kompozytor muzyki tanecznej.

## Życiorys
Był cudownym dzieckiem. Jako 5 latek grał ze swoimi rodzicami w domach tańca na mandolinie. W wieku 8 lat rozpoczął naukę gry na skrzypcach w Konserwatorium a następnie w Akademii Sibeliusa w Helsinkach. Jako młody, 15 letni muzyk zawodową karierę muzyczną rozpoczął w 1926 roku, grając w kawiarniach i kinach stolicy jako akompaniator.
W wieku 18 lat dołączył do słynnej orkiestry Dallapé, z którą współpracował ćwierć wieku. Był bardzo wszechstronnym muzykiem, prowadził próby orkiestry, działał również jako nauczyciel. Jego głównym instrumentem był akordeon, grał również na saksofonie tenorowym, skrzypcach, gitarze oraz banjo.
W latach 50. XX wieku założył własną orkiestrę, w której grał jako pianista jego syn Kai. Kai Pahlman także był muzykiem i kompozytorem, równolegle rozwijając karierę w piłce nożnej.

## Dyskografia
- 1939 – Bruno Laakko i orkiestra Lepakot: Aleksanterin jazzyhtye, Kissa vieköön (Columbia DY 278)
- 1942 – Georg Malmstén: Talkoojenkka  (Odeon A 228663)
- 1942 – Georg Malmstén: Iloinen meripoika aalloilla  (Odeon A 228670)
- 1946 – A. Aimo: Niin monta kertaa  (Sointu 732)
- 1946 – A. Aimo: Kukkas-swingiä  (Sointu 751)
- 1952 – Vilho Vartiainen: Onnen sävel  (Philips PH 501)
- 1979 – Vilho Vartiainen: Kukkais-swingiä  (Sauna SAU-LP 257)
- 1986 – Kai Pahlman: Kukkais swingiä (EL 11)
- 1995 – Korsuorkesteri: Kukkais swingiä (AXR AXRCD 1083)[2]

## Lista szlagierów
23 kompozycje Pahlmana, które stały się szlagierami:
- Flowers
- Iloinen meripoika aalloilla
- Ilta itämailla
- Ilta silloin kerran
- Kaipaus
- Kukkais swingiä
- Käy kanssani käy
- Miks aina merimies
- Muistojen tango
- Muistojen tie
- Mä muistan illan sen
- Niin monta kertaa
- Onnen sävel
- Parvekerakkautta
- Pieni keidas
- Pikisilmätyttö
- Rajavartijat marssii
- Saanko luvan
- Sininen lyhty
- Sotapojan jenkka
- Talkoojenkka
- Talviyössä
- Yksin jäänyt